# Tom Goovaerts
Tom Goovaerts, né le 3 juillet 1988 à Brasschaat, est un coureur cycliste belge. 

## Biographie
Il court pour l'équipe Veranclassic-Doltcini en 2014 avant de rejoindre la formation CCT-Champion System en 2015.

## Palmarès et résultats

### Palmarès par année
- 2011
  - 3e du championnat de la province d'Anvers sur route
  - 2e du Tour de la Manche
- 2012
  - Deux Jours du Gaverstreek :
    - Classement général
    - 2e étape

  - 3e du championnat de la province d'Anvers du contre-la-montre
- 2015
  - 3e du Ronde van Oud-Vossemeer
- 2016
  - De Moeren Classic

### Classements mondiaux
| Année           | 2011   | 2012 | 2013   |
| --------------- | ------ | ---- | ------ |
| UCI Europe Tour | 1 030e | 745e | 1 018e |